# リアーナ (衛星)
リアーナ（ロシア語：Лиана. つる植物もしくは藤本の意）は、ロシア連邦がレゲンダ及びツェリーナの後継として開発したC4ISTARシステムである。

## 概要
システムの開発は1990年代初頭に始められており、これは1991年の湾岸戦争において多国籍軍が大規模な電子攻撃を実施した際にその影響で、コーカサス地方の衛星照準・通信ステーションからペルシャ湾で作戦中の艦への衛星通信が阻害され、有事の際の通信の抗堪性に問題が出たことによるものである。
しかし、ソビエト連邦の崩壊の経済不況により開発は進まず、レゲンダシステムは2006年4月に稼働を停止した。ツェリーナは、開発元のユージュノエ設計局、製造会社のユージュマシュがウクライナ政府の管轄下になったこともありこちらも2008年に稼働を停止した。予算や衛星の開発の遅れなどの問題により構築は遅れている。

## 構成
リアーナは地上指揮所と以下の衛星から構成される。ピオン無しでもシステムの稼働は可能である。
ピオンNKS レーダー偵察衛星×2
軌道高度1,000㎞。対象とする艦船や車両などの電波を受信し位置の特定を行う。自動車サイズの対象物でも発見が可能である。
ロトスS 電子情報収集(ELINT)衛星×2
軌道高度1,000㎞。データ通信や音声通信の傍受を行う。北方艦隊所属艦による海上目標捕捉テストに成功したとされる。そのほか、クラブといった長距離対艦ミサイルへの測的任務にも使用できる。

## 配備
システムを構築するためまず、2009年11月にロトスS衛星（14F138）が打ち上げられた。しかし、同衛星はプログラムの問題により機上システムの半数近くが機能していないことが判明した。その後この問題はソフトウェアの修正を行うことで解決された。2015年12月12日には、ロトスS（14F145）が打ち上げられ無事に軌道に投入された。